# Palomas, Spanien
Palomas är en kommunhuvudort i Spanien.   Den ligger i provinsen Provincia de Badajoz och regionen Extremadura, i den centrala delen av landet, 280 km sydväst om huvudstaden Madrid. Palomas ligger 318 meter över havet och antalet invånare är 731.
Terrängen runt Palomas är platt åt sydväst, men åt nordost är den kuperad.Runt Palomas är det mycket glesbefolkat, med 6 invånare per kvadratkilometer. Närmaste större samhälle är Zarza de Alange, 15,7 km nordväst om Palomas. Trakten runt Palomas består i huvudsak av gräsmarker.